# Victor Dubuisson
Pour les articles homonymes, voir Dubuisson.
Victor Dubuisson, est un golfeur français né le 22 avril 1990 à Cannes (Alpes-Maritimes). Premier Français à devenir numéro un mondial en amateur en 2009 pendant huit semaines, il devient professionnel en 2010. En 2013, il remporte le « Turkish Airlines Open » et prend la 39e place du classement mondial, le meilleur classement d'un Français de l'histoire. Il a depuis atteint la 17e place. Victor Dubuisson est le neveu du basketteur international Hervé Dubuisson. Il est sélectionné pour jouer dans la sélection européenne lors de la Ryder Cup de 2014 qu'il remportera à Gleneagles en Écosse.

## Biographie

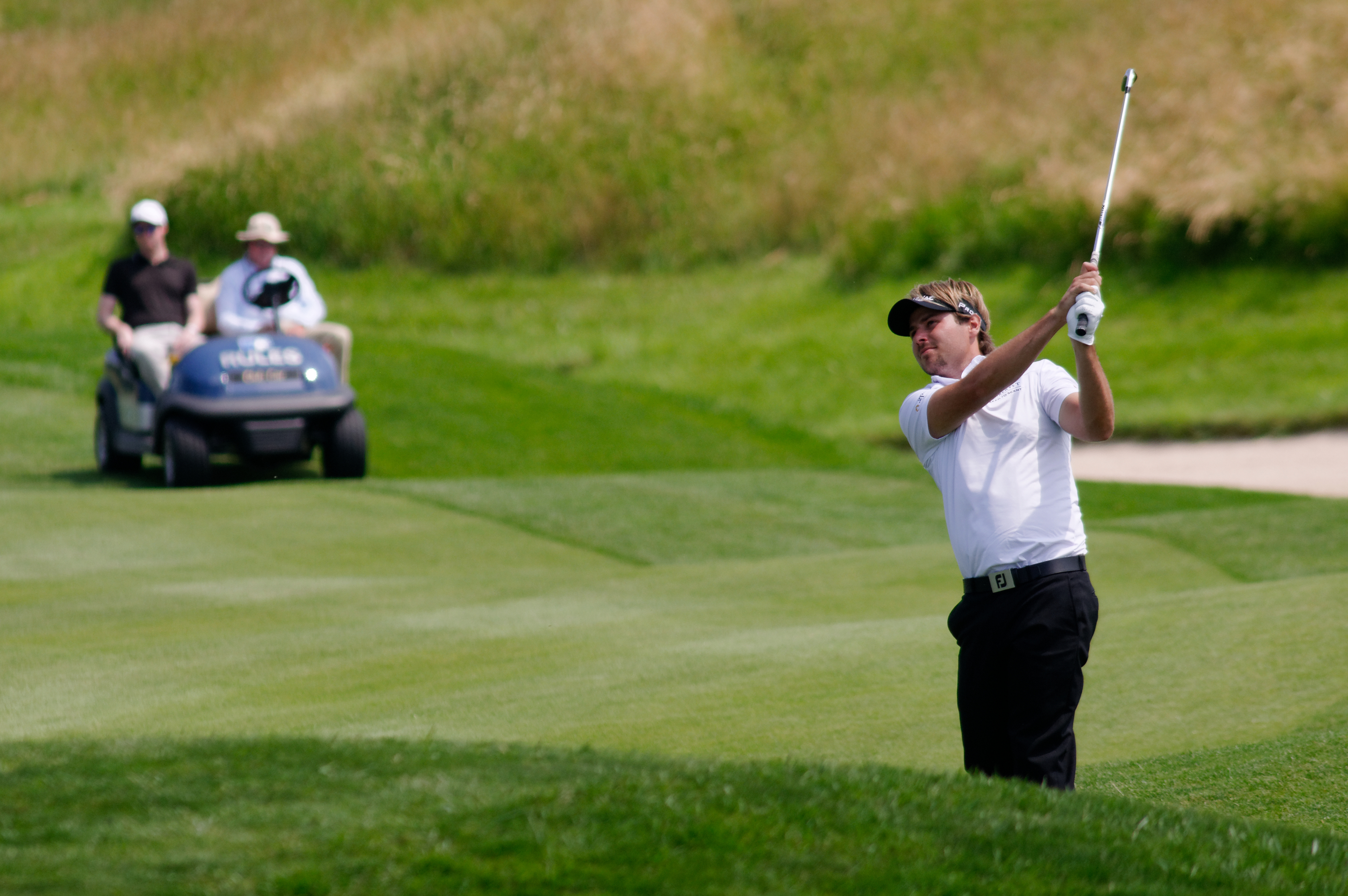
Victor Dubuisson à l'Open de France 2013

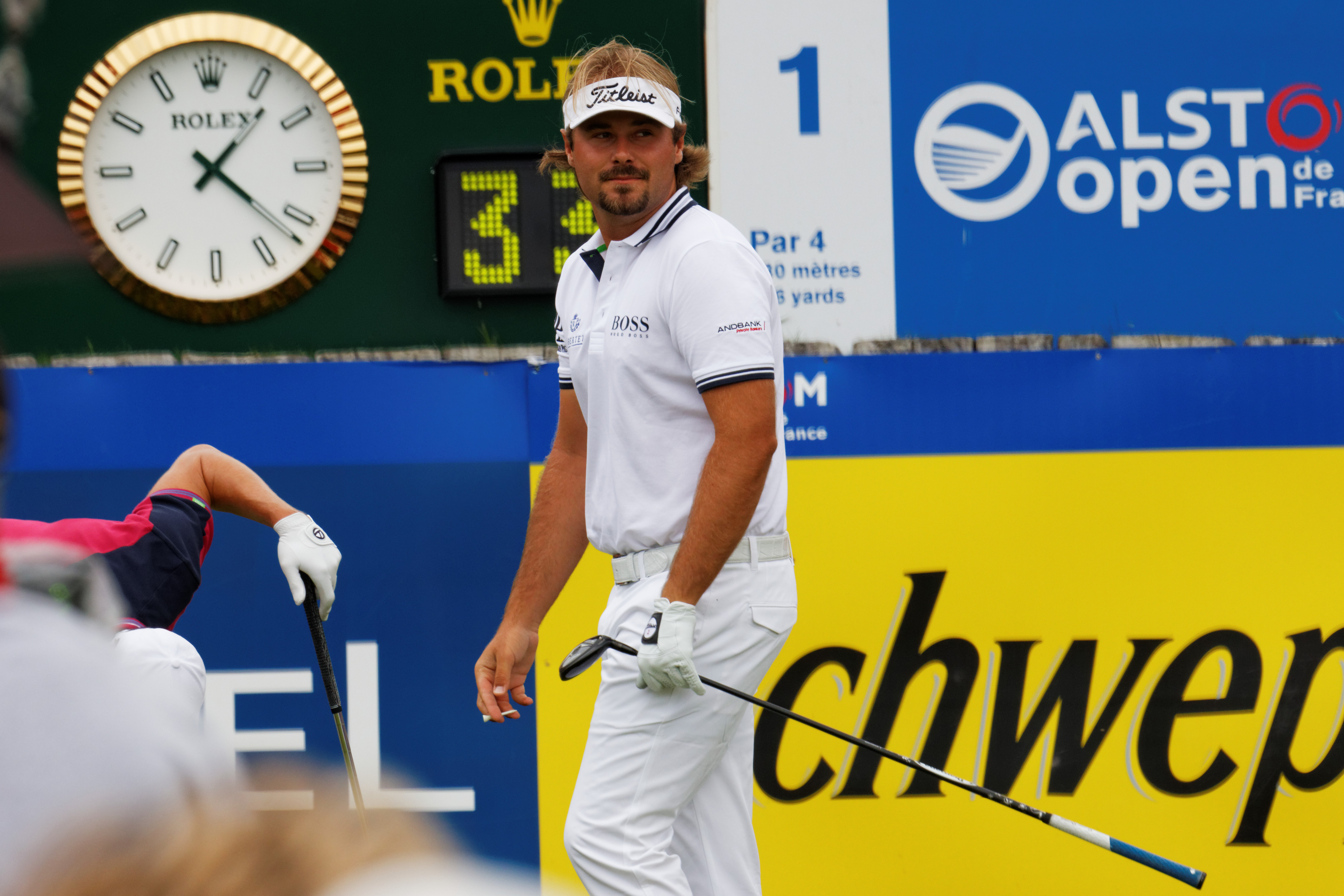
Victor Dubuisson à l'Open de France 2015

Victor Dubuisson commence à jouer au golf à l'âge de six ans au golf de Biot, tapant ses premières balles avec son grand-père[réf. nécessaire]. En 1998, le professeur de golf Stéphane Damiano découvre Victor Dubuisson, alors que celui-ci est âgé de 8 ans. Il le coachera jusqu’à ses 13 ans au golf de la Grande Bastide à Châteauneuf-Grasse et au practice du Club Med d'Opio juste à côté. Il rejoint ensuite le golf d'Aix-Marseille avant d'intégrer le Pôle France en 2005.
En 2005, il est à 15 ans, le plus jeune joueur à participer à un tournoi du Tour Européen, terminant 141e (+12) à l'Open de France. L'année suivante, il remporte au golf de Nîmes Campagne dans le Gard le championnat de France et devient ainsi le plus jeune champion en titre. En 2009, il devient champion d'Europe amateur, titre qui l'envoie automatiquement au prochain British Open. La même année, il est le premier français à devenir numéro 1 mondial amateur. Il passe professionnel la semaine suivant le British Open 2010, tournoi durant lequel il ne passe pas le cut.
Grand espoir du golf français, Dubuisson commence à briller sur le Tour Européen en 2012. La semaine du 19 avril 2012, il réalise sa meilleure performance en finissant à la quatrième place du Volvo China Open. Performance qu'il bat quelques jours plus tard au Ballantine's Championship avec une troisième place.
Il remporte le 10 novembre 2013 son premier tournoi sur le tour européen à l'issue du Turkish Airlines Open avec deux coups d'avance sur Jamie Donaldson (49e mondial) et quatre sur Tiger Woods (no 1 mondial) et Justin Rose (5e mondial). Cette victoire sur l'un des tournois les plus dotés du circuit européen lui permet d'intégrer à 23 ans et avant le dernier tournoi de la saison à Dubai, le top 10 de la Race to Dubai 2013 à la 9e place ainsi que pour la première fois de sa carrière le top 100 des meilleurs joueurs mondiaux à la 39e place.
Dubuisson confirme la semaine suivante lors des finales de la Race to Dubai disputées à Dubai en terminant 3e de l'épreuve derrière Henrik Stenson vainqueur et Ian Poulter second. Cette place lui permet de finir à la 6e place de la Race to Dubai avec 2 031 675 euros de gains annuels en 2013 et d'atteindre la 32e place au classement mondial.
Après un début de saison 2014 sur le circuit européen marqué par une bonne 5e place en Afrique du Sud à l'occasion du Volvo Golf Champions, il décide de demander des invitations et rejoint le circuit du PGA Tour aux États-Unis. Ne bénéficiant pas du statut de membre temporaire, il n'a droit qu'à une dizaine d'invitations sur ce circuit à moins de réaliser des performances de choix et de marquer un nombre suffisant de points FedEx Cup.
Ses débuts sur le PGA Tour sont mitigés lors du Farmers Insurance Open sur le parcours de Torrey Pines durant lequel bien que passant le cut assez aisément, il termine difficilement avec des cartes de 74 et 76 sur les deux derniers tours le plaçant à une 59e place finale.
Engagé deux semaines plus tard sur le AT&T Pro-Am, il surprend les observateurs, concluant le tournoi à une excellente 13e place sur le pourtant très selectif parcours de Pebble Beach.
Après une 40e place la semaine suivante au Northern Trust Open, il prend part au très relevé Championnat du monde de match-play disputé à Marana en Arizona. Après avoir battu successivement lors des deux premiers tours Kevin Streelman et le Suédois Peter Hanson, il se défait ensuite de trois anciens vainqueurs de majeurs, à savoir l'Américain Bubba Watson en huitième de finale, le Nord-Irlandais Graeme McDowell en quart de finale, puis le Sud-Africain Ernie Els en demi-finale. Lors d'une finale très disputée, il échoue après cinq trous de playoff contre l'Australien Jason Day en finale. Cette performance de premier plan lui permet d'atteindre la 23e place au classement mondial, d'obtenir la carte du circuit PGA Tour américain pour 2015 ainsi que le statut de membre temporaire pour la saison 2014 qui lui donne accès à un nombre illimité d'invitations dans les tournois PGA Tour.
Lors de son second Open britannique en 2014, le français enregistre son meilleur résultat en Majeur en terminant 9e du tournoi à 7 longueurs de l'irlandais Rory McIlroy (-10). Ce résultat lui permet d'atteindre la 21e place au classement mondial. Moins de 3 semaines plus tard, lors du 96e Championnat de la PGA au Valhalla Golf Club de Louisville, Victor Dubuisson réalise un score de -11, se plaçant à 5 longueurs du vainqueur Rory McIlroy. Cette 7e place lui permet d'être le premier Français à réaliser deux fois d'affilée un top 10 dans deux tournois majeurs.
Victor débute sa première participation à la Ryder Cup 2014 sur le parcours de Gleneagles (Écosse). Les Américains considèrent que l'Europe tient alors une arme secrète avec le français. Ce dernier a laissé un excellent souvenir en championnat du monde de Match-Play à Dove Mountain. À l'époque, toute la presse golfique américaine et anglo-saxonne était sous le charme du mousquetaire. En collaborant avec le nord irlandais Graeme McDowell lors du foursome remporté face à la paire américaine Phil Mickelson/Keegan Bradley sur le score de 3&2. Le lendemain, le français reforme la paire avec Graeme McDowell lors d'un nouveau foursome face aux américains Jimmy Walker/Rickie Fowler s'imposant de nouveau sur le score de 5&4. Lors de la dernière journée, Victor termine sur une égalité face à Zach Johnson alors qu'il menait 1 up au départ du 18. L'Europe s'impose finalement face aux États-Unis sur le score de 16,5-11,5. Victor Dubuisson devient après Thomas Levet en 2004 le deuxième Français à remporter l'épreuve dont 2 points et demi remportés par le Français sur les 3 possibles, en 3 matchs disputés. À la suite d'une seconde place derrière Thorbjorn Olesen au Perth International en octobre 2014, Victor Dubuisson réintègre une seconde fois le top 20 mondial après l'avoir côtoyé une dizaine de jours lors de sa deuxième place lors du Nordea Masters en Suède quatre mois plus tôt. Une semaine plus tard lors de sa 21e place au BMW Masters de Shanghaï, il accède au 19e rang mondial. Il accède 3 semaines plus tard à la 17e place, en terminant second du Dubai World Championship derrière Henrik Stenson.
L’année 2015 débute mal pour Victor ; pour sa deuxième participation au Masters d'Augusta il n'arrive pas à passer le cut comme en 2014 et est donc éliminé; il en est de même pour l'US Open et L'Open britannique. Les mois suivants sont compliqués pour le français avec des absences et des forfaits de dernière minute sur plusieurs tournois, le faisant dégringoler au classement mondial jusqu'à la 69e place en octobre 2015. Le 1er novembre 2015, Victor Dubuisson remporte, après sa victoire 2013 dans ce même tournoi, le Turkish Airlines Open sur le parcours du Montgomerie Maxx Royal (Antalya, Turquie) avec un score de -22 sous le par devançant le sud-africain Jaco Van Zyl d'un coup et le thailandais Kiradech Aphibarnrat de deux coups. Cette victoire lui permet de passer de la 69e à 35e place du classement mondial. Le cannois finit l'année convenablement à la 33e place mondiale, terminant au pied du podium lors du Nedbank Golf Challenge. Victor Dubuisson attaque la deuxième quinzaine du mois de janvier par une première victoire avec l'équipe européenne lors de sa deuxième participation à l'EurAsia Cup, parvenant à rester invaincu dans cette compétition après les deux nuls obtenus en double avec le Danois Søren Kjeldsen.
En 2018, Victor Dubuisson se retire du circuit européen pour une durée de sept mois, et ce dans le but de se faire opérer d'un tympan. Eloigné des terrains de golf, il se refait une santé, perd 20 kilos et avoue suivre tous les tournois de golf à la télévision. Il annonce son retour dans les colonnes du Journal Nice-Matin le 26 octobre 2018 avec l'espoir de jouer le tournoi de Hong-Kong.
Après à une année d’arrêt total en 2018 en raison d’une blessure au tympan gauche, Victor Dubuisson a joué sa saison 2019 avec une exemption médicale. Il a terminé cette saison 2019, à la 111 place européenne après 20 tournois joués.
Début 2020, l’Europeantour a décidé de neutraliser la saison 2020 en raison de la situation sanitaire inédite liée à la pandémie de covid-19. Pour 2021, l’Europeantour vient de décider, le 24 juin, de gérer la saison 2021 avec pragmatisme. La descente sur le Challengetour au delà de la 110ème place sera gelée.
Avec ces nouvelles règles, Victor Dubuisson n’a plus l’obligation de finir dans le Top 110 de la Race to Dubaï fin 2021 ou gagner un tournoi en 2020 ou 2021, pour conserver son droit de jeu en 2022 sur l’Europeantour. Mais sur le circuit européen, c’est le Top 60 qui compte pour jouer les Final Series.
Cette année Victor Dubuisson est nommé aux Trophées du Golf.
Il annonce mettre un terme à sa carrière en décembre 2023.

## Résultats dans les tournois du Grand Chelem
| Tournoi                 | 2010 | 2011 | 2012 | 2013 | 2014 | 2015 | 2016 | 2017 |
| ----------------------- | ---- | ---- | ---- | ---- | ---- | ---- | ---- | ---- |
| Masters de golf         | DNP  | DNP  | DNP  | DNP  | CUT  | CUT  | T42  | DNP  |
| US Open de golf         | DNP  | DNP  | DNP  | DNP  | T28  | CUT  | DNP  | DNP  |
| Open britannique hommes | CUT  | DNP  | DNP  | DNP  | T9   | CUT  | CUT  | DNP  |
| Championnat de la PGA   | DNP  | DNP  | DNP  | DNP  | T7   | T18  | CUT  | DNP  |

DNP = Did not play (n'a pas joué)

CUT = n'a pas passé le cut

"T" = tied (ex æquo)

Fond jaune pour top 10.

## Palmarès

### Victoires sur le Tour européen PGA (2)
| no | Date              | Tournoi               | Score                 | Avance  | Second(s)       |
| -- | ----------------- | --------------------- | --------------------- | ------- | --------------- |
| 1. | 10 novembre 2013  | Turkish Airlines Open | -24 (67-65-63-69=264) | 2 coups | Jamie Donaldson |
| 2. | 1er novembre 2015 | Turkish Airlines Open | -22 (69-64-67-66=266) | 1 coup  | Jaco Van Zyl    |

### Ryder Cup
- Vainqueur en 2014.

### EurAsia Cup
- Vainqueur en 2016.